# Río Madre
El río Madre o río Carbonera es un riachuelo de escaso caudal en la provincia de La Rioja.

## Régimen fluvial
Su régimen es irregular, con crecidas y sequías repartidas de manera desigual, con sequías prolongadas en verano y crecidas en la época otoñal o primaveral, con los temporales lluviosos.

## Situación
Su longitud es de apenas 20 km desde su nacimiento en el valle de Ocón hasta su desembocadura en el río Ebro en la localidad de Alcanadre.
- Datos: Q9071890